# Tayler Hill
Tayler Mercedes Hill (Minneapolis, 23 ottobre 1990) è un'ex cestista statunitense, professionista nella WNBA.

## Carriera
È stata selezionata dalle Washington Mystics al primo giro del Draft WNBA 2013 (4ª scelta assoluta).